# Tommy Milner

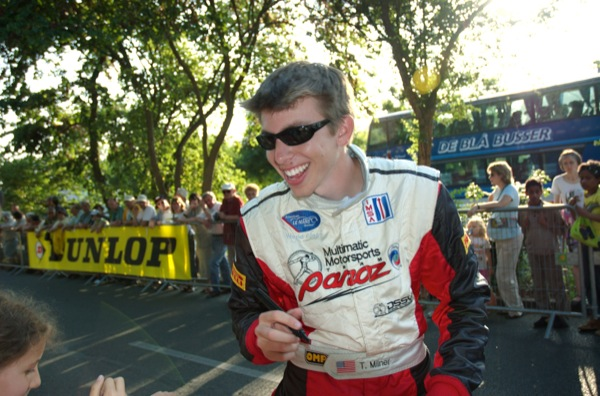
Tommy Milner 2006 in Le Mans

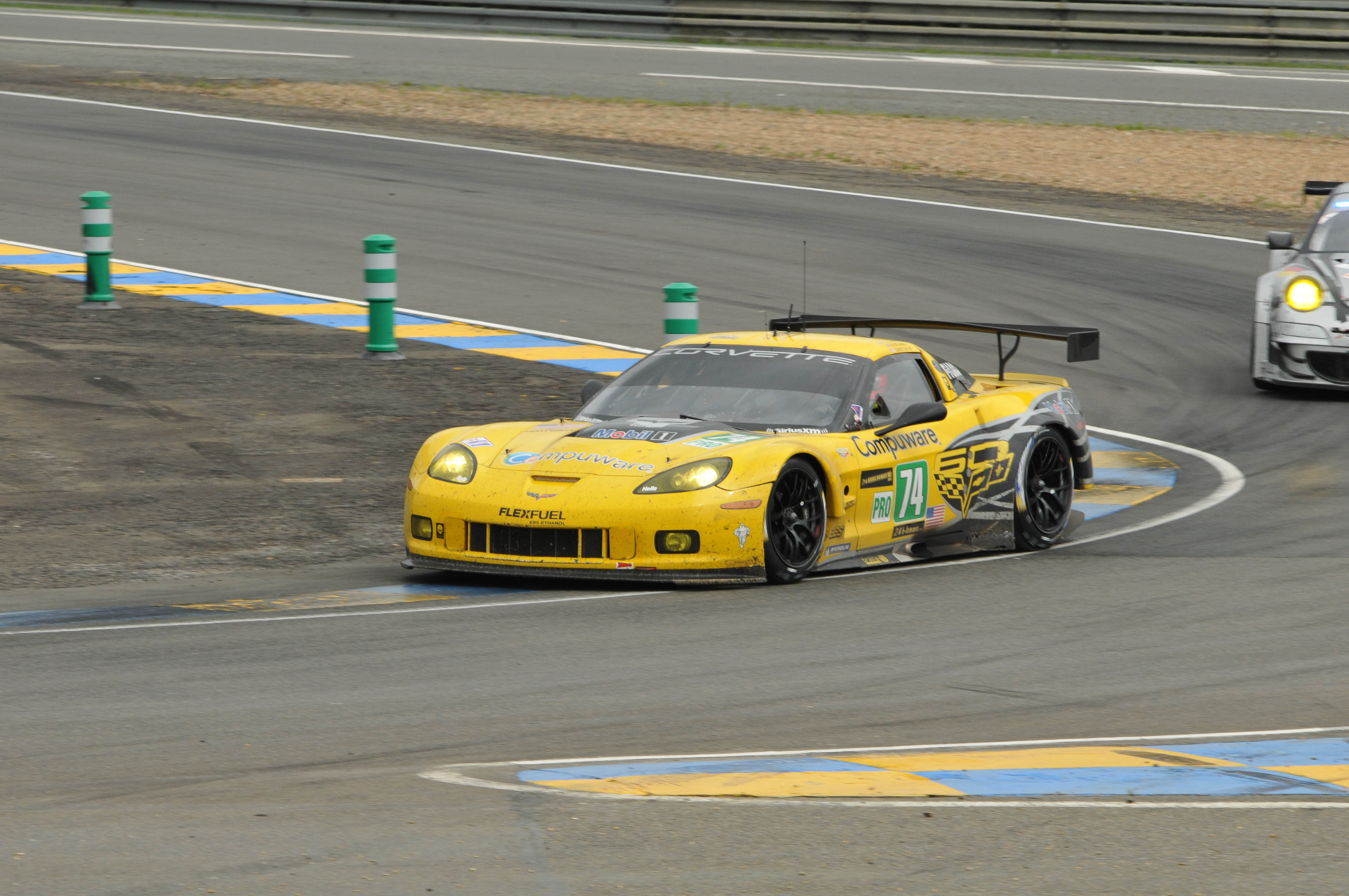
Die Chevrolet Corvette C6.R von Milner, Oliver Gavin und Richard Westbrook beim 24-Stunden-Rennen von Le Mans 2013

Thomas Gerhard „Tommy“ Milner (* 28. Januar 1986 in Washington, D.C.) ist ein US-amerikanischer Autorennfahrer.

## Karriere
Tommy Milner begann seine Karriere 2003 im US-amerikanischen GT-Sport. Nach ersten Einsätzen in der Grand-Am Sports Car Series fuhr er 2004 auch eine komplette Saison in der US-amerikanischen Formel-BMW-Meisterschaft. Es waren seine bisher einzigen Einsätze im Monopostosport. 2005 wechselte er in die American Le Mans Series und unterschrieb 2006 einen Vertrag bei Panoz, wo er Partner von Gunnar Jeannette wurde. Nach einer wenig erfolgreichen Saison verließ er Panoz Ende des Jahres wieder und ging 2007 zu Rahal Letterman Lanigan Racing. Dort blieb er bis zum Ablauf der Saison 2010. Die GT2-Gesamtwertung der Asian Le Mans Series 2009 beendete er als Gesamtdritter, die GT2-Endwertung der ALMS-Saison 2010 als Gesamtzweiter.
2011 gewann er gemeinsam mit Augusto Farfus, Edward Sandström und Claudia Hürtgen auf einem von Schubert Motorsport gemeldeten BMW Z4 GT3 das 24-Stunden-Rennen von Dubai und wechselte danach zu Corvette Racing, wo er seit dem 12-Stunden-Rennen von Sebring 2011 aktiv ist. Zweimal, 2011 und 2015, gewann er die LMGTE-Pro-Klasse beim 24-Stunden-Rennen von Le Mans und 2013 beim 12-Stunden-Rennen von Sebring. 2012 holte er sich den Gesamtsieg in der GT-Klasse der American Le Mans Series. Weitere Klassensiege folgten beim 24-Stunden-Rennen von Le Mans 2015 und beim 24-Stunden-Rennen von Daytona und dem 12-Stunden-Rennen von Sebring 2016.

## Statistik

### Le-Mans-Ergebnisse
| Jahr | Team                             | Fahrzeug                    | Teamkollege       | Teamkollege      | Platzierung             | Ausfallgrund    |
| ---- | -------------------------------- | --------------------------- | ----------------- | ---------------- | ----------------------- | --------------- |
| 2006 | Multimatic Motorsport Team Panoz | Panoz Esperante GT-LM       | Scott Maxwell     | Gunnar Jeannette | Ausfall                 | Elektrik        |
| 2007 | Team LNT                         | Panoz Esperante GT-LM       | Tom Kimber-Smith  | Danny Watts      | Ausfall                 | Getriebeschaden |
| 2011 | Corvette Racing                  | Chevrolet Corvette C6.R     | Olivier Beretta   | Antonio García   | Rang 11 und Klassensieg |                 |
| 2012 | Corvette Racing                  | Chevrolet Corvette C6.R     | Richard Westbrook | Oliver Gavin     | nicht klassiert         |                 |
| 2013 | Corvette Racing                  | Chevrolet Corvette C6.R-ZR1 | Richard Westbrook | Oliver Gavin     | Rang 22                 |                 |
| 2014 | Corvette Racing                  | Chevrolet Corvette C7.R     | Richard Westbrook | Oliver Gavin     | Rang 20                 |                 |
| 2015 | Corvette Racing-GM               | Chevrolet Corvette C7.R     | Jordan Taylor     | Oliver Gavin     | Rang 17 und Klassensieg |                 |
| 2016 | Corvette Racing                  | Chevrolet Corvette C7.R     | Jordan Taylor     | Oliver Gavin     | Ausfall                 | Unfall          |
| 2017 | Corvette Racing                  | Chevrolet Corvette C7.R     | Marcel Fässler    | Oliver Gavin     | Rang 24                 |                 |
| 2018 | Corvette Racing                  | Chevrolet Corvette C7.R     | Marcel Fässler    | Oliver Gavin     | Ausfall                 | Motor überhitzt |
| 2019 | Corvette Racing                  | Chevrolet Corvette C7.R     | Marcel Fässler    | Oliver Gavin     | Ausfall                 | Unfall          |
| 2021 | Corvette Racing                  | Chevrolet Corvette C8.R     | Nick Tandy        | Alexander Sims   | Rang 44                 |                 |
| 2022 | Corvette Racing                  | Chevrolet Corvette C8.R     | Nick Tandy        | Alexander Sims   | Ausfall                 | Unfall          |

### Sebring-Ergebnisse
| Jahr | Team                                        | Fahrzeug                     | Teamkollege     | Teamkollege       | Platzierung             | Ausfallgrund     |
| ---- | ------------------------------------------- | ---------------------------- | --------------- | ----------------- | ----------------------- | ---------------- |
| 2006 | Multimatic Motorsports Team Panoz           | Panoz Esperante GT-LM        | Bruno Junqueira | Gunnar Jeannette  | Ausfall                 | Kraftübertragung |
| 2007 | Rahal Letterman Racing                      | Porsche 997 GT3 RSR          | Ralf Kelleners  | Graham Rahal      | Rang 18                 |                  |
| 2008 | Panoz Team PTG                              | Panoz Esperante GT-LM        | Joey Hand       | Tom Sutherland    | Ausfall                 | Mechanik         |
| 2009 | BMW Rahal Letterman Racing                  | BMW M3 E92                   | Dirk Müller     |                   | Ausfall                 | Mechanik         |
| 2010 | BMW Rahal Letterman Racing Team             | BMW M3 E92                   | Bill Auberlen   | Dirk Werner       | Rang 7                  |                  |
| 2011 | Corvette Racing                             | Chevrolet Corvette C6 ZR1    | Antonio García  | Olivier Beretta   | Rang 13                 |                  |
| 2012 | Corvette Racing                             | Chevrolet Corvette C6 ZR1    | Oliver Gavin    | Richard Westbrook | Rang 20                 |                  |
| 2013 | Corvette Racing                             | Chevrolet Corvette C6.R      | Oliver Gavin    | Richard Westbrook | Rang 15 und Klassensieg |                  |
| 2014 | Corvette Racing                             | Chevrolet Corvette C7.R      | Oliver Gavin    | Robin Liddell     | Rang 17                 |                  |
| 2015 | Corvette Racing                             | Chevrolet Corvette C7.R      | Oliver Gavin    | Simon Pagenaud    | Ausfall                 | Defekt           |
| 2016 | Corvette Racing                             | Chevrolet Corvette C7.R      | Oliver Gavin    | Marcel Fässler    | Rang 10 und Klassensieg |                  |
| 2017 | Corvette Racing                             | Chevrolet Corvette C7.R      | Oliver Gavin    | Marcel Fässler    | Ausfall                 | Defekt           |
| 2018 | Corvette Racing                             | Chevrolet Corvette C7.R      | Oliver Gavin    | Marcel Fässler    | Rang 15                 |                  |
| 2019 | Corvette Racing                             | Chevrolet Corvette C7.R      | Oliver Gavin    | Marcel Fässler    | Rang 18                 |                  |
| 2020 | Corvette Racing                             | Chevrolet Corvette C8.R      | Oliver Gavin    | Marcel Fässler    | Rang 26                 |                  |
| 2021 | Corvette Racing                             | Chevrolet Corvette C8.R      | Nick Tandy      | Alexander Sims    | Rang 12                 |                  |
| 2023 | Corvette Racing                             | Chevrolet Corvette C8.R GTD  | Antonio García  | Jordan Taylor     | Rang 18                 |                  |
| 2024 | Corvette Racing                             | Chevrolet Corvette Z06 GT3.R | Nicky Catsburg  | Earl Bamber       | Rang 44                 |                  |
| 2025 | Corvette Racing by Pratt Miller Motorsports | Chevrolet Corvette Z06 GT3.R | Nicky Catsburg  | Nicolás Varrone   | Rang 35                 |                  |

### Einzelergebnisse in der FIA-Langstrecken-Weltmeisterschaft
| Saison  | Team            | Rennwagen               | 1   | 2   | 3   | 4   | 5   | 6   | 7   | 8   | 9   |
| ------- | --------------- | ----------------------- | --- | --- | --- | --- | --- | --- | --- | --- | --- |
| 2012    | Corvette Racing | Chevrolet Corvette C6.R | SEB | SPA | LEM | SIL | SAO | BAH | FUJ | SHA |     |
| 2012    | Corvette Racing | Chevrolet Corvette C6.R | 20  |     | DNF |     |     |     |     |     |     |
| 2013    | Corvette Racing | Chevrolet Corvette C6.R | SIL | SPA | LEM | SAO | AUS | FUJ | SHA | BAH |     |
| 2013    | Corvette Racing | Chevrolet Corvette C6.R | 22  |     |     |     |     |     |     |     |     |
| 2014    | Corvette Racing | Corvette C7.R           | SIL | SPA | LEM | AUS | FUJ | SHA | BAH | SAO |     |
| 2014    | Corvette Racing | Corvette C7.R           |     |     | 20  | 24  |     |     |     |     |     |
| 2015    | Corvette Racing | Corvette C7.R           | SIL | SPA | LEM | NÜR | AUS | FUJ | SHA | BAH |     |
| 2015    | Corvette Racing | Corvette C7.R           | 17  |     |     |     |     |     |     |     |     |
| 2016    | Corvette Racing | Corvette C7.R           | SIL | SPA | LEM | NÜR | MEX | AUS | FUJ | SHA | BAH |
| 2016    | Corvette Racing | Corvette C7.R           | DNF |     |     |     |     |     |     |     |     |
| 2017    | Corvette Racing | Corvette C7.R           | SIL | SPA | LEM | NÜR | MEX | AUS | FUJ | SHA | BAH |
| 2017    | Corvette Racing | Corvette C7.R           | 24  |     |     |     |     |     |     |     |     |
| 2018/19 | Corvette Racing | Corvette C7.R           | SPA | LEM | SIL | FUJ | SHA | SEB | SPA | LEM |     |
| 2018/19 | Corvette Racing | Corvette C7.R           |     | DNF |     |     | 17  |     |     | DNF |     |
| 2021    | Corvette Racing | Chevrolet Corvette C8.R | SPA | POR | MON | LEM | BAH | BAH |     |     |     |
| 2021    | Corvette Racing | Chevrolet Corvette C8.R | 44  |     |     |     |     |     |     |     |     |
| 2022    | Corvette Racing | Chevrolet Corvette C8.R | SEB | SPA | LEM | MON | FUJ | BAH |     |     |     |
| 2022    | Corvette Racing | Chevrolet Corvette C8.R | 18  | 18  | DNF | 15  | 22  | 18  |     |     |     |